# District de Jimei
Le district de Jimei (集美区 ; pinyin : Jíměi Qū) est une subdivision administrative de la province du Fujian en Chine. Il est placé sous la juridiction de la ville sous-provinciale de Xiamen.